# Heathers (serie de televisión)
Heathers es una serie de televisión estadounidense de humor negro creada por Jason Micallef, que se estrenó el 25 de octubre de 2018 en Paramount Network. La serie es un reinicio moderno de la película homónima de 1989 escrita por Daniel Waters, sigue a la estudiante de secundaria, Veronica Sawyer, (interpretada por Grace Victoria Cox) y sus conflictos con una pandilla que consta de tres mejores amigas que comparten el nombre de «Heather». La serie pretende ser una antología, y cada temporada se desarrolla en un entorno completamente diferente.
La serie se desarrolló originalmente para TV Land, pero se trasladó a la pizarra de lanzamiento de 2018 a Paramount Network, a estrenarse en marzo de 2018. A raíz del tiroteo de Stoneman Douglas High School y del tema de la serie, Paramount Network retrasó el estreno en julio de 2018. Sin embargo, el 1 de junio de 2018, la empresa matriz de Paramount Network, Viacom eliminó Heathers por completo debido a la preocupación continua por su contenido.
El 4 de octubre de 2018, se anunció que la serie se estrenaría el 25 de octubre de 2018 en Paramount Network en el transcurso de cinco noches. La cadena editó la serie para su contenido, lo que dio lugar a numerosos cortes y la cantidad de episodios se redujo de 10 a 9, y los dos episodios finales originales se combinaron en uno.

## Sinopsis
Heathers tiene lugar en «la actualidad con Veronica Sawyer que trata con un grupo de Heathers muy diferente, pero igualmente perversas».

## Elenco y personajes

### Principales
- Grace Victoria Cox como Veronica Sawyer. Maisie de Krassel interpreta a una joven Veronica.
- Melanie Field como Heather Chandler. Emma Shannon interpreta a una joven Heather Chandler.
- James Scully como Jason «JD» Dean. Maverick Thompson interpreta a un joven JD.
- Brendan Scannell como Heather «Heath» Duke. Jack R. Lewis interpreta a un joven Heather Duke.
- Jasmine Mathews como Heather McNamara.

### Recurrentes
- Jeremy Culhane como Dylen Lutz.
- Jesse Leigh como Peter Dawson.
- Romel De Silva como Kyle.
- Drew Droege como Maurice Dennis.
- Deanna Cheng como Pauline Fleming.
- Adwin Brown como Seth.
- Annalisa Cochrane como Shelby Dunnstock.
- Brett Cooper como Brianna «Trailer» Parker.
- Cameron Gellman como Kurt Kelly.
- Mandy June Turpin como la Sra. Sawyer
- Allyn Morse como Annie.
- Paige Weldon como Lily.
- Nikki SooHoo como Betty Finn.
- Kurt Fuller como el director Gowan.
- Wallace Langham como el Sr. Sawyer
- Travis Schuldt como el entrenador Cox.
- Selma Blair como Jade Duke.
- Jamie Kaler como Big Bud Dean.
- Rebecca Wisocky como Martha Chandler.
- Karen Maruyama como la Sra. Finn
- Matthew Rocheleau como David Waters.
- Cayden Boyd como Ram Sweeney.
- Sophia Grosso como Driffany Tompkins.
- Joel Spence como la Sra. Chandler
- Christina Burdette como Jesus Julie.
- Jen Zaborowski como la Sra. Zaborowski
- Shannen Doherty como la madre de JD.
- Lilli Birdsell como la Sra. McNamara
- Phil LaMarr como el Sr. McNamara
- Birgundi Baker como Lizzy.
- Vic Chao como el Sr. Finn
- Salma Khan como Amita.
- April Bowlby como Teyna.
- Reece Caddell como Lucy McCord.
- Casey Wilson como Lexi Anne.
- James Kirkland como un DJ en la fiesta de Betty y el baile de graduación.

### Invitados
- Evan Crooks como Jacob.
- Michael D. Roberts como el Capitán Lehman.
- Mo Gaffney como Margie Kane.
- Josh Fadem como Dathan.
- Larry Poindexter como el Sr. Kelly

## Episodios
| N.º (serie) | Título                      | Director        | Guionista(s)                    | Emisión original      | Audiencia (en millones) |
| --- | --------------------------- | --------------- | ------------------------------- | --------------------- | ----------------------- |
| 1 | «Pilot»                     | Leslye Headland | Jason Micallef                  | 25 de octubre de 2018 | 0.156                   |
| Veronica Sawyer, de 17 años, es amiga de las Heathers, un grupo de estudiantes muy populares en Westerburg High. Durante una fiesta, Veronica llama a Heather Chandler «obesa» durante un ataque de ira. Heather, enojada, promete arruinar la vida social de Veronica al día siguiente en la escuela. Más tarde esa noche, Veronica se encuentra con JD, que es nuevo en su escuela. JD decide ayudar a Veronica. Ambos irrumpen en la habitación de Heather Chandler y planean tomar una foto de ella con un sombrero nazi, para que puedan publicarla en las redes sociales de Heather. Sin embargo, Heather se despierta antes de que tengan la oportunidad de publicar la foto y rápidamente descubre lo que está sucediendo. JD engaña a Heather para que trague una píldora y le dice a Veronica que le provocará vómitos. La píldora, sin embargo, aparentemente mata a Heather. Veronica y JD rápidamente publican un mensaje falso de suicidio en las redes sociales de Heather y huyen de la escena. A la mañana siguiente, la nota de suicidio de Heather se vuelve viral. Sin embargo, un flashback de más temprano esa mañana revela que Heather Chandler sobrevivió y todavía está viva. |                             |                 |                                 |                       |                         |
| 2 | «She's Going to Cry»        | Leslye Headland | Price Peterson & Jason Micallef | 25 de octubre de 2018 | 0.090                   |
| Heather Chandler le permite a Veronica y JD saberlo todo para que pueda chantajearlos para que hagan su voluntad. Mientras tanto, Heather Duke ve esto como una oportunidad para convertirse el más popular de la escuela, pero Betty se destaca, lo que lleva a Duke a sacar sus frustraciones sobre Heather McNamara. Esto comienza una línea de humillación que también incorpora la revelación de su violación estatutaria por parte de un maestro, por lo cual es culpada y avergonzada. Mientras tanto, los intentos de Duke de escalar socialmente lo ven organizar una fiesta de duelo en nombre de Heather Chandler que es superada por la fiesta en la pista de patinaje de Betty, y aquí es donde Chandler presenta su gran regreso, desplazando a Betty y proclamándose el rostro del suicidio adolescente. Las cosas finalmente podrían estar mejorando para Heather McNamara, pero Heather Chandler la humilla por sus intentos anteriores de ser amiga de Betty, y esto empuja a McNamara a cortarse las muñecas. Betty también ignora sus súplicas de ayuda y llega a casa justo a tiempo para morir en el sofá entre sus padres. Veronica rechaza la oferta de Betty para estar en su grupo de chicas; y varios flashbacks muestran que poco después del suicidio de la madre de JD, unas jóvenes Veronica y Betty encontraron a otra amiga suya asesinada por el asesino de croquet. |                             |                 |                                 |                       |                         |
| 3 | «Date Rapes and AIDS Jokes» | Leslye Headland | Annie Mebane & Jason Micallef   | 26 de octubre de 2018 | -                       |
| 4 | «Our Love is God»           | Sydney Freeland | Lily Sparks & Jason Micallef    | 26 de octubre de 2018 | TBA                     |

## Producción

### Desarrollo
En agosto de 2009, Sony Pictures Television anunció que Heathers se iba a adaptar como una serie y se transmitiría en Fox. Mark Rizzo fue contratado para escribir la serie, y Jenny Bicks iba a coproducirlo con Lakeshore Entertainment. La serie fue descrito como una versión modernizada de la película original, y se esperaba que todos los personajes de la película estuvieran incluidos en la adaptación, pero no avanzó.
El 12 de septiembre de 2012, se anunció que Bravo desarrollaría un reinicio de Heathers sin relación con el anuncio anterior de Sony Pictures Television. La historia retomaría veinte años después de los acontecimientos de la película cuando Veronica regresa a Sherwood, Ohio, con su hija adolescente, que tuvo que lidiar con la próxima generación de chicas malas, todas llamadas «Ashley». Todas debían ser las hijas de las dos Heathers sobrevivientes. Ni Winona Ryder ni Christian Slater estaban vinculados al proyecto. Sin embargo, en agosto de 2013, Bravo se negó a ordenar la serie.
En marzo de 2016, TV Land ordenó la serie como una serie de comedia negra antológica ambientada en la actualidad, con Veronica Sawyer, que tratará con un grupo muy diferente pero igualmente cruel de Heathers. La serie estará escrita por Jason Micallef y Tom Rosenberg, y Gary Lucchesi será productor ejecutivo con Lakeshore Entertainment. En enero de 2017, se ordenó la serie de Heathers por TV Land.
En marzo de 2017, se informó que la serie se trasladó a Paramount Network.
Sin embargo, el 1 de junio de 2018, se anunció que Paramount Network había abandonado la serie debido a las preocupaciones sobre su contenido a raíz de los recientes tiroteos escolares en los Estados Unidos. Se informó que los productores de la serie habían comenzado a vender la serie a otras cadenas, y que la redacción para una segunda temporada potencial estaba por finalizar, que tendría lugar en un entorno completamente diferente al de la primera temporada y la película original. Para el 16 de julio de 2018, se informó que Netflix y Freeform habían rechazado la serie.
El 4 de octubre de 2018, se anunció que Viacom y Paramount Network habían revertido su decisión sobre la serie y que, tras varias ediciones y una reducción en el número de episodios de 10 a 9, la serie se estrenaría en Paramount Network el 25 de octubre. 2018.

### Diseño
La diseñadora de vestuario de la serie, Aubrey Binzer, creció viendo la película original y «quería rendir homenaje a los trajes icónicos de la película sin copiarlos seriamente». Ella describe cómo usó el color para establecer una conexión entre el material de fuente original y la nueva más modernizada.

### Casting
En octubre de 2016, se anunció que se unían el elenco principal Grace Victoria Cox y James Scully como Veronica Sawyer y JD, respectivamente. Más tarde ese mes, Melanie Field, Brendan Scannell y Jasmine Mathews se unieron al elenco principal como las «Heathers» (Heather Chandler, Heather Duke, y Heather McNamara, respectivamente). El 22 de noviembre de 2016, se anunció que el miembro original del elenco de la película, Shannen Doherty había sido elegida para un personaje clave sin nombre en el episodio piloto de la serie. Más tarde se informó que ella aparecerá en tres episodios de la primera temporada. El 23 de junio de 2017, se anunció que se unían como recurrentes Birgundi Baker y Cameron Gellman dando vida a Lizzy y Kurt, respectivamente. Al mes siguiente, se reportó que Selma Blair tendría un papel recurrente interpretando a Jade, la madrastra de Heather Duke.

### Rodaje
En noviembre de 2016, el piloto de la serie comenzó a realizarse en Los Ángeles. El rodaje en el resto de la primera temporada se llevó a cabo desde la primavera hasta el otoño de 2017 en Chatsworth, California. Las ubicaciones utilizadas para la filmación incluyen el Rancho San Antonio que se está utilizando para retratar Westerburg High School.

### Música
Coincidiendo con el estreno estadounidense de la serie, Lakeshore Records lanzará dos bandas sonoras para la serie. El 12 de octubre de 2018, Lakeshore lanzará «Heathers - Original Television Series Soundtrack» con canciones de la serie de varios artistas como DJ Shadow, Poison, y Peggy Lee. El 19 de octubre de 2018, Lakeshore lanzará «Heathers - Original Television Series Score» que consiste en el score original de la serie compuesta por Chris Alan Lee.

#### Lista de canciones
| N.º | Título                                                                                | Duración |  |
| 1.  | «Heather Chandler Is Looking for You»                                                 |          |  |
| 2.  | «Viral Casualty»                                                                      |          |  |
| 3.  | «What the Queef Is This?»                                                             |          |  |
| 4.  | «American Carousel of Tragedy»                                                        |          |  |
| 5.  | «Dear Diary»                                                                          |          |  |
| 6.  | «Discount Hobgoblins»                                                                 |          |  |
| 7.  | «Heather Is Back»                                                                     |          |  |
| 8.  | «I Am Suicide»                                                                        |          |  |
| 9.  | «Jade Can You Not Smoke Your Whore Cigarettes»                                        |          |  |
| 10. | «What's Your Damage?»                                                                 |          |  |
| 11. | «You Always Had to Be Blue»                                                           |          |  |
| 12. | «Butcher's Bridge»                                                                    |          |  |
| 13. | «You Have the Political Beliefs of a Dorm Room Poster»                                |          |  |
| 14. | «This Is Lizzy OMG U Never Buy Me Anything»                                           |          |  |
| 15. | «Total Bootcut Jean»                                                                  |          |  |
| 16. | «You're a Dinner Roll. A Side Salad»                                                  |          |  |
| 17. | «Heather? We're Okay. Right»                                                          |          |  |
| 18. | «It's Always Been Veronica»                                                           |          |  |
| 19. | «JD's Alibi»                                                                          |          |  |
| 20. | «The Pent Up Rage of an Overachiever»                                                 |          |  |
| 21. | «Tag Is for Little Girls, Betty»                                                      |          |  |
| 22. | «Dentist Trip»                                                                        |          |  |
| 23. | «Moby Dick»                                                                           |          |  |
| 24. | «JD vs. Heather C»                                                                    |          |  |
| 25. | «JD vs. Veronica»                                                                     |          |  |
| 26. | «Kissing Betty»                                                                       |          |  |
| 27. | «In the Clear for Now»                                                                |          |  |
| 28. | «Heather vs. Heather»                                                                 |          |  |
| 29. | «She Needs a Mani not a Pedo»                                                         |          |  |
| 30. | «The Royal Murder»                                                                    |          |  |
| 31. | «Heaven & Hell»                                                                       |          |  |
| 32. | «Oops. 911»                                                                           |          |  |
| 33. | «The Devil's Jizz»                                                                    |          |  |
| 34. | «Human Red Flag»                                                                      |          |  |
| 35. | «Coming for You»                                                                      |          |  |
| 36. | «Lemmings Lament» (feat. Melanie Field)                                               |          |  |
| 37. | «Heaven Is a Place on Earth» (feat. Brendan Scannell, Melanie Field & Birgundi Baker) |          |  |

### Marketing
El teaser trailer de la serie se lanzó el 28 de agosto de 2017. El 18 de enero de 2018, se lanzó el primer tráiler oficial de la serie.

## Lanzamiento
Inicialmente, la serie iba a ser estrenada el 7 de marzo de 2018. Sin embargo, el 28 de febrero de 2018, se anunció que el estreno se retrasaría debido al tiroteo de Stoneman Douglas High School. Paramount Network emitió una declaración explicando su decisión diciendo: «La serie original de Paramount Network Heathers es una comedia satírica que toma riesgos creativos al tratar con muchos de los temas más desafiantes de la sociedad, desde la identidad personal hasta la raza y el estatus socioeconómico hasta la violencia con armas. Aunque respaldamos firmemente la serie, a la luz de los recientes eventos trágicos en Florida y por respeto a las víctimas, sus familias y seres queridos, creemos que lo correcto es retrasar el estreno este año». El 1 de mayo de 2018, Paramount Network anunció que la serie se estrenaría oficialmente el 10 de julio de 2018.
El 1 de junio de 2018, se informó que Paramount Network había abandonado la serie por completo, y que se vendería a otras cadenas. Debido a su apoyo a las protestas y campañas dirigidas por estudiantes que surgieron a raíz de los tiroteos de Stoneman Douglas (que incluyeron suspender la programación en todas las cadenas de televisión durante 17 minutos a la vez el 14 de marzo de 2018, en solidaridad por una serie de protestas escolares), Los ejecutivos de Viacom se sintieron cada vez más incómodos con la emisión de la serie debido a los temas tratados, especialmente tras un nuevo tiroteo importante en una secundaria, el tiroteo en la escuela secundaria de Santa Fe ocurrido en mayo de 2018. Keith Cox, el presidente de desarrollo de la cadena, señaló que el piloto había sido filmado «antes de que cambiara el clima», y que «la combinación de una serie sobre una escuela secundaria con estos momentos muy oscuros no se sentía bien».
El 4 de octubre de 2018, se informó que la serie se estrenaría el 25 de octubre de 2018 en Paramount Network en el transcurso de cinco noches. El contenido de la serie fue editada por la cadena, lo que dio lugar a numerosos cortes o cambios, incluida la eliminación de una escena en la final donde explota Westerburg High School y la alteración de una escena en el episodio 5 que incluía un videojuego en primera persona con maestros con armas. En última instancia, las ediciones dieron como resultado que la cantidad de episodios se redujera de 10 a 9, además los episodios se publicarán en la aplicación y el sitio web de Paramount Network el 22 de octubre de 2018. Luego del estreno del episodio final el 29 de octubre de 2018, Melanie Field y Brendan Scannell serán invitados en Lip Sync Battle para un episodio especial sobre Heathers.

### Distribución
Aunque Paramount Network había retirado la serie de su programación, las productoras involucradas ya habían vendido los derechos de transmisión internacional de la serie. La serie se transmite por HBO en Bosnia y Herzegovina, Bulgaria, Croacia, República Checa, Hungría, Kosovo, Macedonia, Moldavia, Montenegro, Polonia, Rumania, Serbia, Eslovaquia y Eslovenia. Comenzó a transmitirse dos veces por semana el 11 de julio en HBO Go con una emisión semanal en televisión comenzando en septiembre en esos territorios. Además, los suscriptores de HBO en Dinamarca, Finlandia, Noruega y Suecia empezaron a emitir los episodios dos veces por semana en HBO Go el 11 de julio. Los suscriptores en España y Andorra consiguieron los tres primeros episodios de HBO Go en la misma fecha, con los episodios restantes emitiéndose el 18 de julio. Además, los suscriptores de HBO en Portugal, Angola, Cabo Verde, Guinea, Bissau, Mozambique, Santo Tomé y Príncipe comenzarán a transmitir la serie en HBO Go en un futuro. Digiturk licenció la serie en Turquía y Chipre para suscriptores premium con episodios semanales que se lanzaron el 20 de julio. En Grecia, OTE comenzó a transmitir un episodio por semana a partir del 15 de julio. En Islandia, Siminn, el servicio de video a pedido, comenzó a transmitir la serie el 12 de julio. En Australia, cada episodio de la serie se lanzó el 28 de septiembre de 2018 en Stan.